# Spyglass Media Group
Spyglass Media Group (ранее Spyglass Entertainment) — американская кинокомпания, основанная Роджером Бирнбаумом и Гари Барбером в 1998 году. Студия была основана из инвестиций европейских компаний Kirch Group и Mediaset, и в это же время был подписан пятилетний контракт о сотрудничестве с The Walt Disney Company. В настоящее время студия принадлежит компании Cerberus Capital Management.

## Фильмография

### Как Spyglass Entertainment

#### 1990-е
| Год  | Фильм          | Примечание                                                                              |
| ---- | -------------- | --------------------------------------------------------------------------------------- |
| 1999 | Инстинкт       | совместно с Touchstone Pictures                                                         |
| 1999 | Шестое чувство | совместно с Hollywood Pictures, Barry Mendel Productions и The Kennedy/Marshall Company |
| 1999 | Свой человек   | совместно с Touchstone Pictures                                                         |

#### 2000-е
| Год  | Фильм                                   | Примечание                                                                        |
| ---- | --------------------------------------- | --------------------------------------------------------------------------------- |
| 2000 | Миссия на Марс                          | совместно с Touchstone Pictures                                                   |
| 2000 | Сохраняя веру                           | совместно с Touchstone Pictures                                                   |
| 2000 | Шанхайский полдень                      | совместно с Touchstone Pictures                                                   |
| 2001 | Отмороженные                            | совместно с Touchstone Pictures                                                   |
| 2002 | Граф Монте-Кристо                       | совместно с Touchstone Pictures                                                   |
| 2002 | Стрекоза                                | совместно с Universal Pictures                                                    |
| 2002 | Покинутый                               | совместно с Paramount Pictures                                                    |
| 2002 | Власть огня                             | совместно с Touchstone Pictures                                                   |
| 2003 | Рекрут                                  | совместно с Touchstone Pictures                                                   |
| 2003 | Шанхайские рыцари                       | совместно с Touchstone Pictures                                                   |
| 2003 | Брюс всемогущий                         | совместно с Universal Pictures                                                    |
| 2003 | Фаворит                                 | совместно с Universal Pictures и DreamWorks SKG                                   |
| 2004 | В шоу только девушки                    | совместно с Universal Pictures                                                    |
| 2004 | Мистер 3000                             | совместно с Touchstone Pictures, Dimension Film и The Kennedy/Marshall Company    |
| 2005 | Лысый нянька: Спецзадание               | совместно с Walt Disney Pictures                                                  |
| 2005 | Автостопом по галактике                 | совместно с Touchstone Pictures                                                   |
| 2005 | Легенда Зорро                           | совместно с Columbia Pictures и Amblin Entertainment                              |
| 2005 | Мемуары гейши                           | совместно с Columbia Pictures, Amblin Entertainment и DreamWorks Pictures         |
| 2006 | Белый плен                              | совместно с Walt Disney Pictures, The Kennedy/Marshall Company и Mandeville Films |
| 2006 | Остаться в живых                        | совместно с Hollywood Pictures и Endgame Entertainment                            |
| 2006 | Бунтарка                                | совместно с Touchstone Pictures                                                   |
| 2007 | Обман                                   | совместно с Miramax Films                                                         |
| 2007 | Невидимый                               | совместно с Hollywood Pictures                                                    |
| 2007 | Эван всемогущий                         | совместно с Universal Studios, Original Film и Relativity Media                   |
| 2007 | Суперпёс                                | совместно с Columbia Pictures, Amblin Entertainment и DreamWorks Pictures         |
| 2007 | Шары ярости                             | совместно с Rogue Pictures                                                        |
| 2008 | 27 свадеб                               | совместно с 20th Century Fox                                                      |
| 2008 | Добро пожаловать домой, Роско Дженкинс! | совместно с Universal Pictures                                                    |
| 2008 | Руины                                   | совместно с DreamWorks Pictures                                                   |
| 2008 | Явление                                 | совместно с 20th Century Fox, Blinding Edge Pictures и UTV Motion Pictures        |
| 2008 | Секс-гуру                               | совместно с Paramount Pictures                                                    |
| 2008 | Особо опасен                            | совместно с Universal Pictures                                                    |
| 2008 | Город призраков                         | совместно с DreamWorks Pictures                                                   |
| 2008 | Проблеск гениальности                   | совместно с Universal Pictures                                                    |
| 2008 | Четыре Рождества                        | совместно с New Line Cinema                                                       |
| 2009 | Звёздный путь                           | совместно с Paramount Pictures                                                    |
| 2009 | Бросок кобры                            | совместно с Paramount Pictures                                                    |
| 2009 | Непокорённый                            | совместно с Warner Brothers и Malpaso Productions                                 |

#### 2010-е
| Год  | Фильм                    | Примечание |
| ---- | ------------------------ | --- |
| 2010 | Как выйти замуж за 3 дня | совместно с Universal Pictures |
| 2010 | Побег из Вегаса          | совместно с Universal Pictures и Relativity Media                                                                                      |
| 2010 | Ужин с придурками        | совместно с Paramount Pictures, DreamWorks Pictures, Parkes + MacDonald, Everyman Pictures, Reliance ADA Group и Reliance BIG Pictures |
| 2010 | Турист                   | совместно с Columbia Pictures и GK Films                                                                                               |
| 2011 | Дилемма                  | совместно с Universal Pictures и Imagine Entertainment                                                                                 |
| 2011 | Больше чем секс          | совместно с Paramount Pictures, The Montecito Picture Company и Cold Spring Pictures                                                   |
| 2011 | Свободные                | совместно с MTV Films и Paramount Pictures                                                                                             |
| 2012 | Клятва                   | совместно с Screen Gems |

### Как Spyglass Media Group

#### 2020-е
| Год  | Фильм             | Примечание                                                      |
| ---- | ----------------- | --------------------------------------------------------------- |
| 2022 | Крик              | совместно с Radio Silence Productions и Project X Entertainment |
| 2022 | Восставший из ада | совместно с Phantom Four Films                                  |
| 2023 | Крик 6            | совместно с Radio Silence Productions и Project X Entertainment |
| 2025 | Глаза-сердечки    | совместно с Divide/Conquer и Sony Pictures                      |